# Marton Mária
Marton Mária (Budapest, 1953. október 2. –) magyar író, publicista.

## Életpályája
Édesanyja Braun Mária, édesapja Marton Frigyes rendező.
Tanulmányok: Eötvös Gimnázium, MLE- filozófia, MÚOSZ Újságíró Iskola. Újságíróként dolgozott az Ez a Divatnál, az Új Tükörnél, a Képes 7 és az Ádám Magazinnál. A Százszorszép Kiadó irodalmi szerkesztője volt és a Magyarország folyóirat kulturális rovatát vezette. 2001 óta szabadfoglalkozású. Rendszeresen publikál irodalmi lapokban.

## Magánélete
Férjezett 1980 -tól 2008 -ig férje, Szabó Tibor haláláig. Egy fia van, Szabó András, született 1980 -ban.

## Művei
- Magánérzetek, antológia - 1994
- Drámák címmel, első drámakötet -1997
- Fronthatás, második drámakötet - 1998
- Rendezte: Marton Frigyes, interjúkötet - 2002
- Istentelen század, társadalmi regény - 2007
- Tájképre nincs idő szocialista lányregény - 2008
- Mese Lázár Ervinről interjúkötet - 2007
- Hierarcha Varga Imre szobrászművész életéről - 2009
- Az Öröm ujjhegyén Csukás Istvánnal, interjúkötet - 2009
- Kettős vallomás, verseskötet - 2012
- Ki hitte volna, mesekönyv - 2019
- A gyónás ideje, regény - 2021
- Örök viszony, regény - 2023.

## Színházi bemutatókRS9 Színház, Bádogszív -1999
- RS9 Színház, Bádogszív -1999
- Komédium, Egy szoknya emléke - 2004
- Magyar Írószövetség Felolvasószínház, Bohóc -szvit - 2005.
- New York, Pilvax Players Theatre - Megörökítve - 2013
- Fészek Művészklub, Pilvax Players Theatre - Kettős vallomás - 2015
- RS9 Színház, Vendetta - 2017
- Kaposvári Csiky Gergely Színház, Bohóc -szvit - 2017
- Kaposvári Csiky Gergely Színház, Könnyek nélkül - 2017
- Fészek Művészklub, A lépcső - Felolvasószínház - 2017
- Spinoza Színház, Lélekdobbanás - 2018
- Dunaújvárosi Bartók Béla Kamaraszínház, Vendetta - 2019
- Spinoza Színház, Gitta - 2020
- Spinoza Színház, Férfisorsok női hangon - 2022
- Spinoza Színház, Vétkesek vagy ártatlanok - 2022.

## Díjai
- Magyar Rádió drámapályázat nyertese, 1997. A dráma címe Fronthatás.
- Örökhagyók kategória díja - 2004.
- Aranyhomok Irodalmi Mesepályázat díjazottja - 2013.
- Művészeti Életpálya díj - 2021.